# خدرنق جزيري
خدرنق جزيري (الاسم العلمي: Cheiracanthium insulare) هو نوع من العناكب يتبع جنس الخدرنق من الفصيلة العناكب الكيسية.